# Llengües Mzab-Wargla
Les llengües Mzab–Wargla o dialectes dels oasis del Sàhara septentrional són un continu dialectal de les llengües zenetes (amazic septentrional). Són parlades en oasis escampats entre Algèria i Marroc.

## Subclassificació
Kossmann (2013)
Marteen Kossmann (2013) aplega sis dialectes "oasis del Sàhara septentrional":
- Sud oranès i Figuig
- Gurara
- Tuwat-Tidikelt
- Mzab
- Wargla
- Wad Righ (Tugurt)

Ethnologue (2009)
AEthnologue XVI (2009), les llengües "Mzab–Wargla" apareixen:
- Tagargrent (Wargli)
- Temacine Tamazight (Tugurt)
- Taznatit ("Zenati": Gurara, Tuwat i Sud oranès)
- Tumzabt (Mozabit)

A diferència de Kossmann, Ethnologue considera el dialecte amazic parlat a Tidikelt com una branca separada del grup zenete, distint del tuwat.
Blench & Dendo (2006)
Roger Blench i Mallam Dendo (2006) recullen vuit varietats:
- Gurara
- Mozabit
- Wargla
- Tugurt
- Seghrušen
- Figuig
- Senhaja
- Iznacen